# Куэльяр, Марио
Марио Альберто Куэльяр Сааведра (исп. Mario Alberto Cuéllar Saavedra; родился 5 мая 1989 года, Санта-Крус-де-ла-Сьерра, Боливия) — боливийский футболист, защитник клуба «Ориенте Петролеро» и сборной Боливии.

## Клубная карьера
Куэльяр начал профессиональную карьеру в клубе «Спорт Бойз Варнес». В 2014 году он был внесен в заявку команды на сезон. В том же году для получения игровой практики Марио был арендован «Петролеро». Летом того же года Кауэльяр вернулся в «Спорт Бойз Варнес». 19 октября в матче против «Сан-Хосе» он дебютировал в чемпионате Боливии. В 2015 году Куэльяр стал чемпионом страны. 18 апреля 2016 года в поединке против «Боливара» Марио забил свой первый гол за «Спорт Бойз Варнес». Летом 2016 года Куэльяр перешёл в «Блуминг». 10 сентября в матче против «Университарио Сукре» он дебютировал за новую команду. 2 ноября в поединке против «Ориенте Петролеро» Марио забил свой первый гол за «Блуминг». В 2017 году он вернулся и недолго выступал за «Спорт Бойз Варнес».
В начале 2018 года Куэльяр перешёл в «Сан-Хосе». 21 января в матче против «Насьональ Потоси» он дебютировал за новую команду. 25 февраля в поединке против «Блуминга» Марио забил свой первый гол за «Сан-Хосе». В том же году он помог клубу выиграть чемпионат.
В начале 2019 года Куэльяр подписал контракт с «Ориенте Петролеро». 21 января в матче против «Роял Пари» он дебютировал за новую команду. 10 февраля в поединке против «Хорхе Вильстреманн» Марио забил свой первый гол за «Ориенте Петролеро».

## Международная карьера
23 марта 2017 года в отборочном матче чемпионата мира 2018 против сборной Колумбии Куэльяр дебютировал за сборную Боливии. 
В 2019 году Куэльяр попал в заявку на участие в Кубке Америки в Бразилии. На турнире он запасным и на поле не вышел.

## Достижения
Командные
 «Спорт Бойз Варнес»
- Победитель чемпионата Боливии — Апертура 2015

 «Сан-Хосе»
- Победитель чемпионата Боливии — Клаусура 2018